# Casiopeea

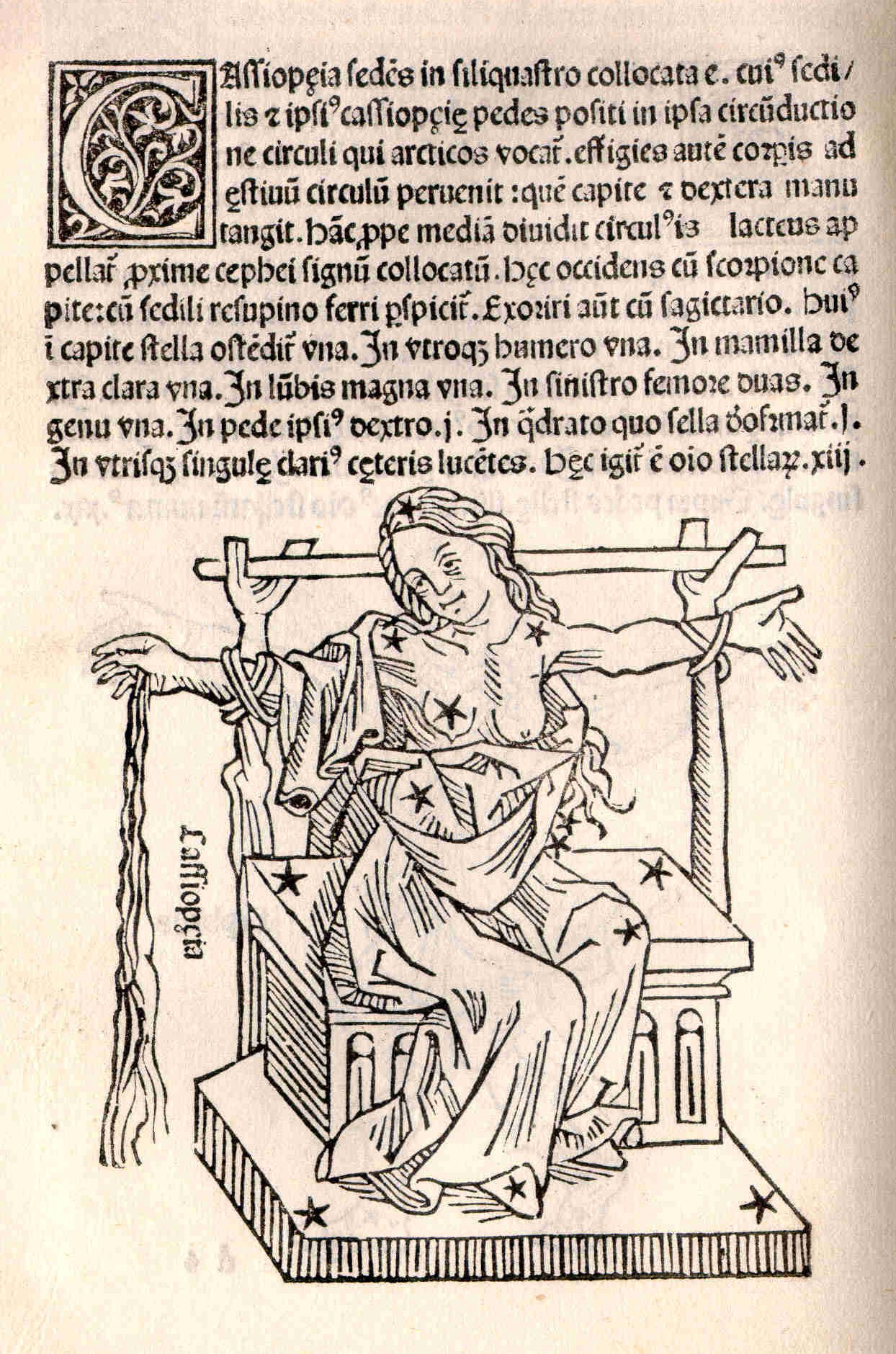
Casiopeea în Poeticon Astronomicon

Casiopeea (în greacă Κασσιέπεια, Cassiepeia, sau Κασσιόπεια, Cassiopeia) a fost în mitologia greacă o regină, soția regelui Cefeu. Din cauza mândriei sale (s-a lăudat că e mai frumoasă decât nereidele) trebuia să fie jertfită fiica ei, Andromeda. Aceasta din urmă a fost salvată însă de intervenția semizeului Perseu.